# Борово (Рипінський повіт)
Борово (пол. Borowo, нім. Bosch) — село в Польщі, у гміні Роґово Рипінського повіту Куявсько-Поморського воєводства.
Населення — 156 осіб (2011).
У 1975-1998 роках село належало до Влоцлавського воєводства.

## Демографія
Демографічна структура станом на 31 березня 2011 року:
|          | Загалом | Допрацездатний вік | Працездатний вік | Постпрацездатний вік |
| -------- | ------- | ------------------ | ---------------- | -------------------- |
| Чоловіки | 83      | 22                 | 53               | 8                    |
| Жінки    | 73      | 20                 | 37               | 16                   |
| Разом    | 156     | 42                 | 90               | 24                   |